# Tuch al-Chajl
Tuch al-Chajl – miejscowość w Egipcie, w muhafazie Al-Minja. W 2006 roku liczyła 27 903 mieszkańców.